# Requin mako
Espèce
Statut de conservation UICN

 EN  : En danger
Répartition géographique
Isurus oxyrinchus

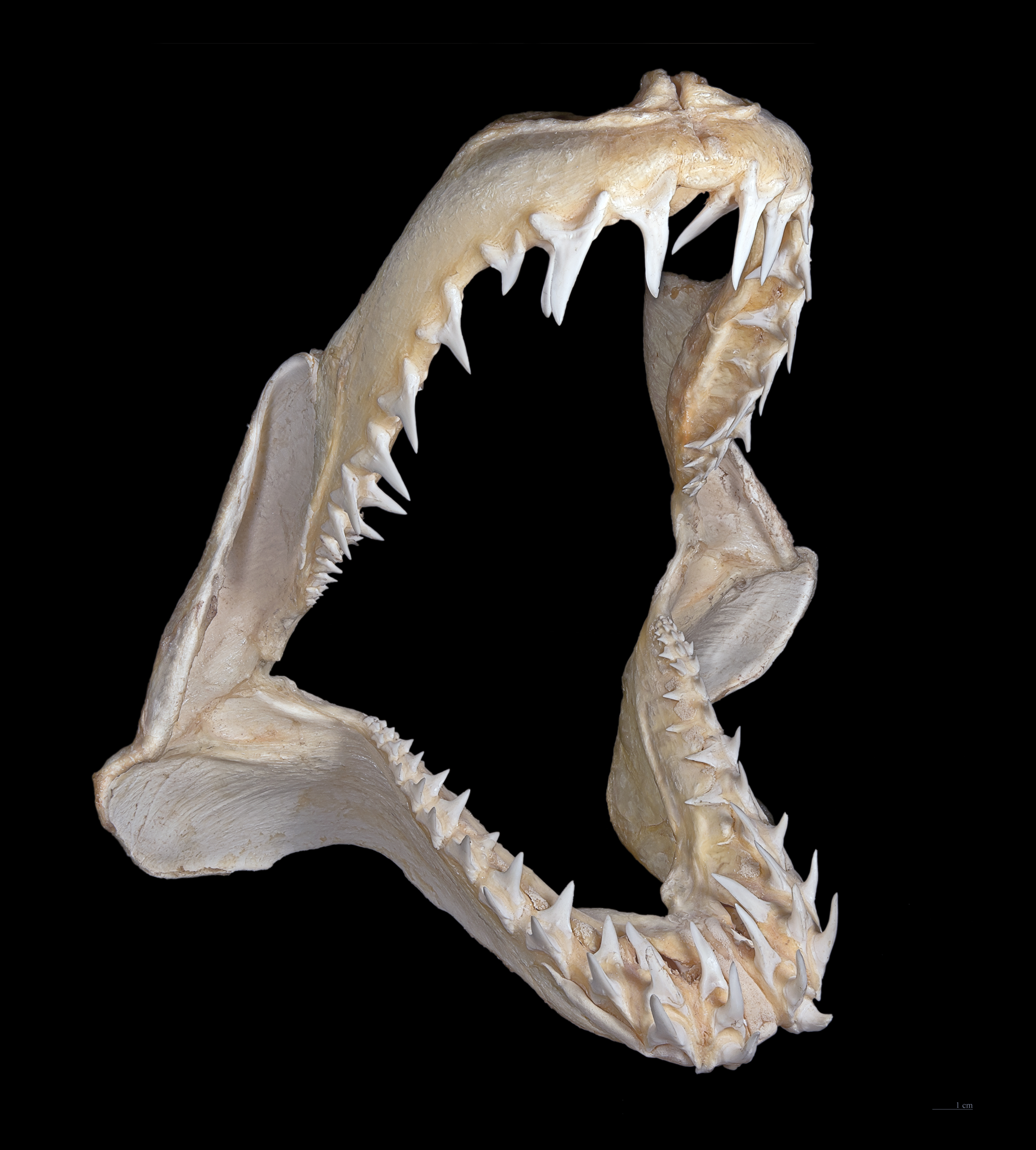
Mâchoire de requin mako

Le requin mako ou requin-taupe bleu (Isurus oxyrinchus) est une espèce de requins de la famille des Lamnidae. Il est considéré comme le requin le plus rapide[Passage contradictoire (Le Requin saumon semble être plus rapide.)] avec des pointes de vitesse de 50 km/h voire 74 km/h sur de courtes rafales, la cavitation l'empêchant d'être plus rapide. Ils peuvent atteindre une taille de moyenne de 2,5m à 5m.
L’espèce est considérée comme étant en danger d’extinction.

## Description
Il est de couleur bleu nuit sur le dessus et blanc en dessous, pour une taille maximale de quatre mètres. C'est un requin taillé pour la course : sa forme fuselée est très hydrodynamique, et ses fentes branchiales sont particulièrement larges, pour optimiser la respiration.

## Répartition et habitat
Pélagique et parfois côtier en eaux tropicales et tempérées. Évolue de la surface à 740 mètres de profondeur.

## Écologie

### Reproduction
Ovovivipare avec cannibalisme intra-utérin. De 2 à 21 embryons mesurant 60 cm à la naissance. La gestation durerait deux ans,.

### Alimentation
Essentiellement des poissons pélagiques comme les thons mais également des requins ainsi que des céphalopodes.[précision nécessaire]

### Locomotion
Ce requin est capable de maintenir une température corporelle supérieure d'environ 10 °C à celle de l'eau, cette particularité couplée à ses larges fentes branchiales lui permet d'atteindre rapidement des vitesses élevées et de faire des bonds hors de l'eau. Crédité d'une vitesse moyenne de 50 km/h, certains auteurs avancent que sa vitesse de pointe serait de l'ordre de 70 km/h,, ce qui prouverait que ce requin est capable de faire des bonds de 4 mètres (voire plus) hors de l'eau. Compte tenu de son régime alimentaire, cette vitesse lui permet de chasser des poissons pélagiques parmi les plus rapides comme le voilier ou l'espadon. Il peut vivre 25 ans.

## Étymologie et dénominations

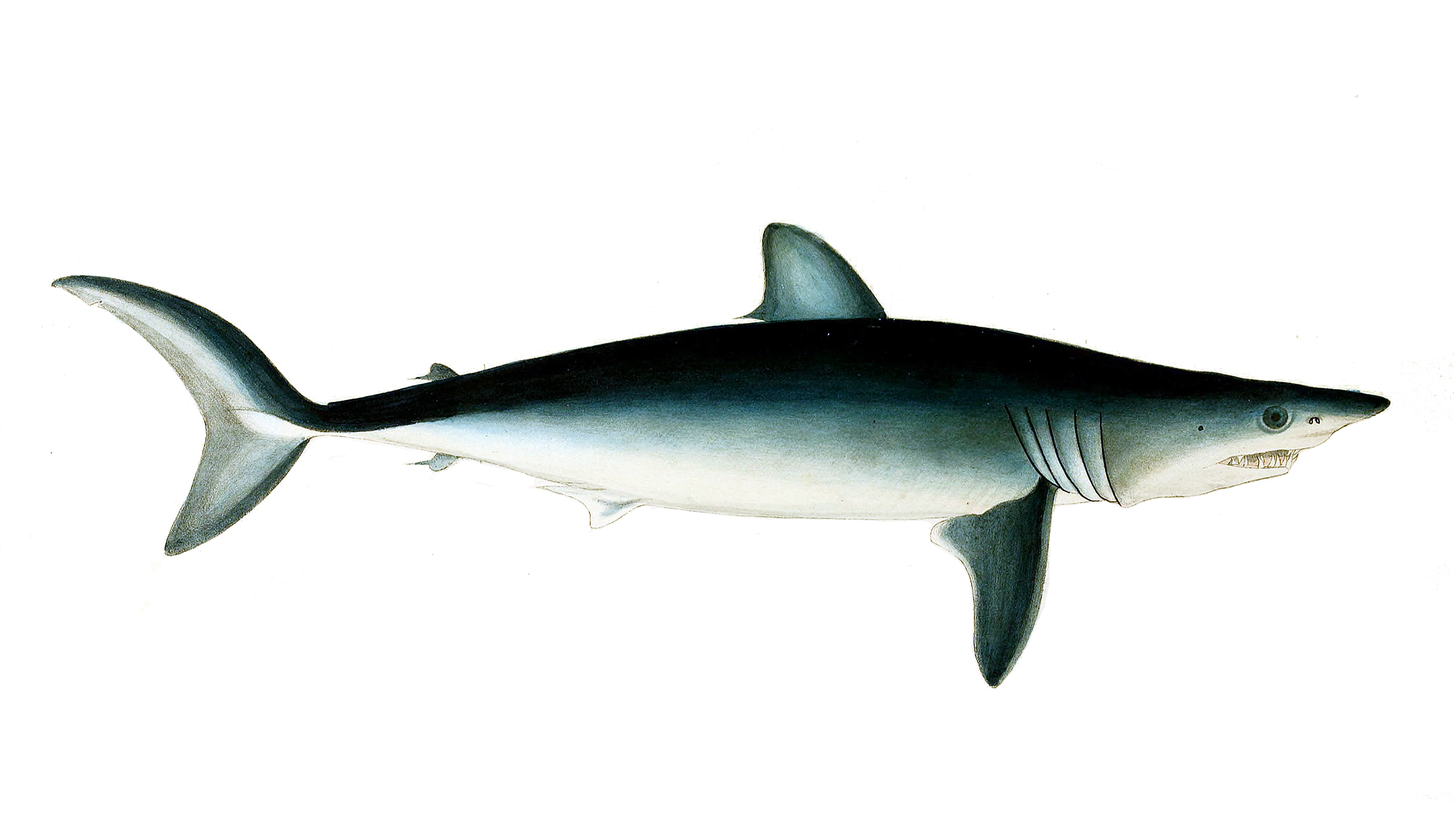
Requin mako

Le requin-taupe bleu fait partie de la famille des requins-maquereaux, un petit groupe de requins rapides divisés en cinq espèces. Comme ses proches parents, le grand requin blanc et la maraîche, les adaptations très particulières du requin-taupe bleu à son environnement en font l'un des super-prédateurs de la mer.

## Le Requin mako et l'homme

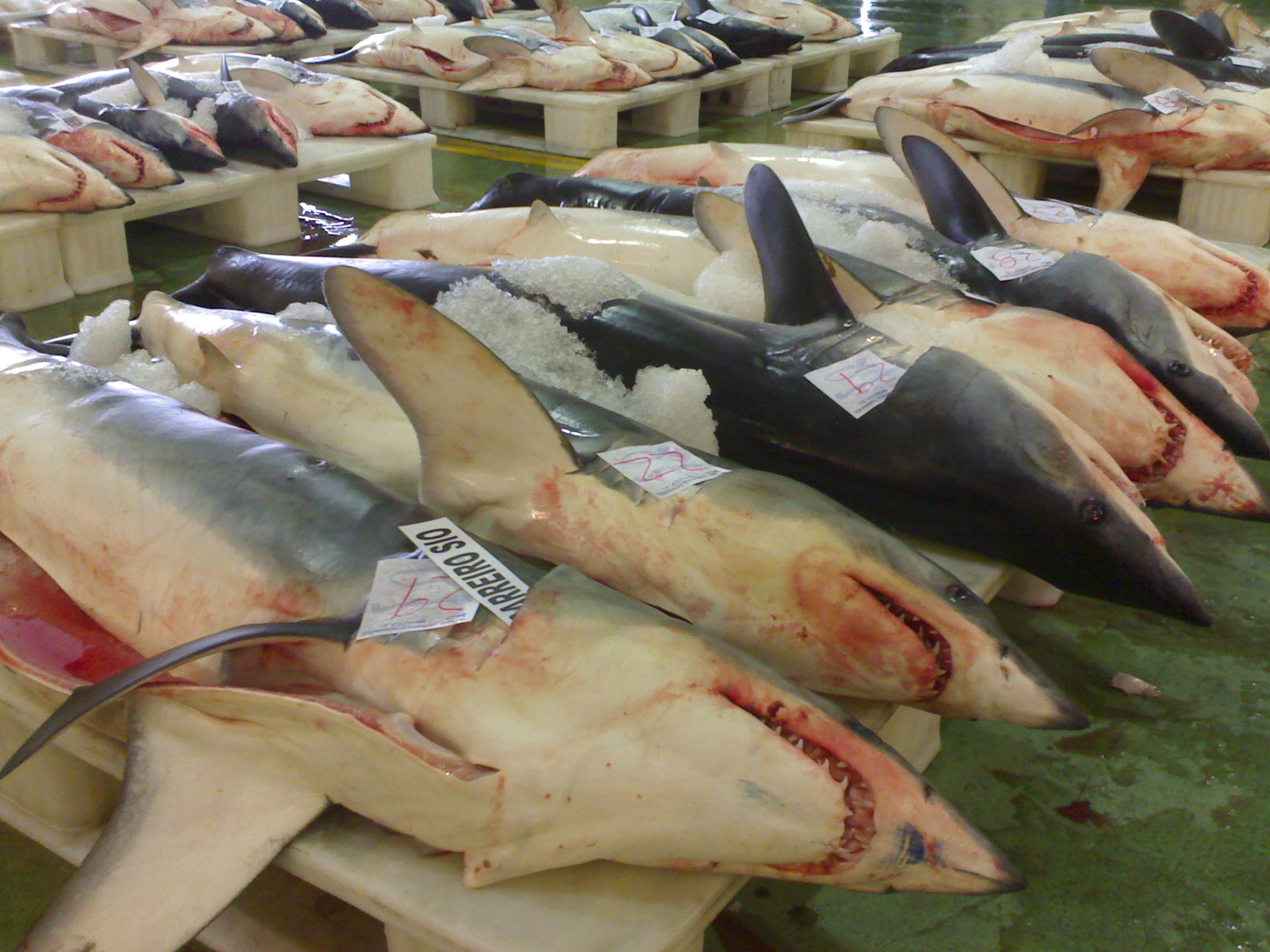
Des requins mako dans le port de Vigo, en Espagne.

### Pêche
C'est l'un des requins dont la chair est utilisée en cuisine. Il est généralement vendu débité en darnes. La chair de ce poisson est ferme et ressemble à celle du thon, sauf la couleur qui est un peu plus claire.
| Pour 100 g, énergie       | 432 kJ / 102 kcal |
| Protéines                 | 23,0 g            |
| Lipides                   | 1,1 g             |
| Acides gras saturés       | 0,2 g             |
| Acides gras monoinsaturés | 0,2 g             |
| Acides gras polyinsaturés | 0,4 g             |

Ce requin est particulièrement apprécié par les pêcheurs sportifs compte tenu de sa puissance et de sa combativité.

### Danger pour l'homme
Malgré quelques attaques, dont deux fatales, non provoquées, mettant en cause cette espèce, on peut raisonnablement dire que sa réputation de dangerosité pour l'homme est largement surfaite.
Le requin mako est cependant soupçonné de diverses attaques en novembre et décembre 2010 à Charm el-Cheikh en Égypte : une touriste allemande aurait été tuée par un requin longimane ou un requin mako alors qu'elle nageait dans la mer Rouge devant son hôtel. Ce drame survient après deux attaques contre des baigneurs russes et ukrainiens la semaine précédente.

### Conservation
Le requin mako est vulnérable à cause de la surpêche : en effet, il est très prisé pour sa chair et ses ailerons. Sa longue période de gestation et sa maturité sexuelle tardive le rendent particulièrement vulnérable à la surexploitation dont il fait l'objet.
Sa population a chuté de 90 % dans l’océan Atlantique par rapport aux années 1940 et a presque disparu de Méditerranée.

## Au cinéma
Dans le film Sous la Seine, sorti en 2024, un requin mako, dont les caractéristiques physiques (environ 7 mètres de long, croissance accélérée, adaptation à l’eau douce, auto-reproduction) et le comportement (hyper agressivité, instabilité, cannibalisme) ont été modifiés par la pollution humaine, est aperçu dans une rivière menant à Paris. Il parvient à atteindre la Seine et met en péril la vie des sportifs des championnats du monde de triathlon.